# Zermou (Trockental)
Der Zermou ist ein Trockental in der Region Zinder in Niger.

## Verlauf
Der Zermou verläuft grob in Nord-Süd-Richtung. Seine Gesamtlänge beträgt 19,29 Kilometer. Er hat seinen Ursprung im felsigen Hügelland im Westen der Gemeinde Damagaram Takaya. Dort nimmt er mehrere Nebentäler auf. Der Zermou wird in der Gemeinde Gaffati durch die Kassama-Talsperre und in der Gemeinde Albarkaram durch die Toumbala-Talsperre, die beide 2007 errichtet wurden, gestaut. Die Stauseen dienen der Bewässerung, der Viehzucht und der Fischerei. Südlich der Talsperren verläuft der Zermou durch den Hauptort der gleichnamigen Gemeinde Zermou. Er kreuzt danach östlich der Stadt Mirriah die Nationalstraße 1 und passiert den kleinen See Mare de Falki. Er quert die Verwerfung von Guidimouni und mündet schließlich in der Gemeinde Dogo in die Korama.

## Hydrometrie
Der Zermou ist neben der Machaya der wichtigste Zufluss der Korama. Er führt nur in der Winterzeit Wasser und kann dann, wie bei Trockentälern in der Sahelzone üblich, gefährliche Überschwemmungen verursachen. Die höchsten bei der Messstation im Ort Zermou festgestellten Werte bewegen sich um 20 Kubikmeter Wasser je Sekunde. Infolge der großen Dürre der 1970er Jahre beschränkte sich die Wasserführung auf kleine, weitgehend voneinander isolierte Teiche, mares genannt. In den 2010er Jahren stieg die regelmäßige Wasserführung wieder massiv an.